# Fumiko Hori
Fumiko Hori (堀 文子 Hori Fumiko?,  Tokio, 2 de julio de 1918 – Hiratsuka, 5 de febrero de 2019) fue una artista japonesa.

## Biografía
Nació en una familia de intelectuales en Hirakawacho, un distrito de Tokio.
En 1940 se graduó en la Escuela Femenima de Bellas Artes, formándose en Nihonga, estilo de pintura tradicional. En 1952, ganó el Premio Uemura Shōen.
En 1960, su marido, diplomático, murió de tuberculosis y  Hori decidió viajar por el mundo, saliendo de Japón por primera vez y visitando Egipto, Europa, Estados Unidos y México. 
Al regresar a Japón, se mudó a la zona rural de Kanagawa, donde creó obras inspiradas en sus viajes. El mundo natural, incluidas las flores y los animales, fue un tema recurente a lo largo de su carrera. Entre las décadas de 1950 y 1970, Hori trabajó ilustrando revistas y libros infantiles,  incluida una adaptación del libro de Tchaikovsky de 1971 “El cascanueces”, que ganó un premio en la Feria del Libro Infantil de Bolonia.
Enseñó pintura en la Universidad de Arte de Tama. En 1987 ganó el Premio de Cultura Kanagawa. 
Hori vivió cinco años en Arezzo (Toscana, Italia) desde 1987, donde instaló un taller y pintó el colorido paisaje local. Continuó viajando por el mundo, incluyendo destinos como Amazonia o Nepal. En el 2000, sobrevivió a un aneurisma posiblemente fatal; experiencia que le inspiró a pintar microorganismos. Expuso esta obra en la Galería de Arte Nakajima en Ginza y en 2014, se instaló una pieza de cerámica basada en una de sus pinturas, “Utopía”, en el vestíbulo del aeropuerto de Fukushima..
Hori continuó pintando hasta sus últimos años. El Museo de Arte Moderno de Hayama exhibió una retrospectiva de su obra entre noviembre de 2017 y marzo de 2018; la pieza más antigua de la exposición fue un autorretrato de 1930, y la más reciente fue “Albaricoque japonés con flores rojas”, pintado en 2016 cuando Hori tenía 98 años. Hori murió en un hospital de Hiratsuka, Kanagawa, a la edad de 100 años. El Museo de Arte de Narukawa de Hakone organizó una exposición conmemorativa de julio a noviembre de 2019.